# Рюмина, Лидия Николаевна
Лидия Николаевна Рюмина (22 августа 1904, Москва — 2 ноября 1982, Москва) — советская актриса, почти 50 лет актриса театра «Ленком». Заслуженная артистка РСФСР (1962).

## Биография
Родилась в 1904 году в Москве, в рабочей семье.
В 1932 году окончила театральную школу московского Пролеткульта, несколько лет была актрисой в Московском рабочем театре и в театре ВЦСПС.
В 1936 году вошла в труппу Театра имени Ленинского комсомола, в котором служила до конца жизни. На её счету более 50 ролей в театре. 
Иногда снималась в кино, запомнившиеся роли: нянька в фильме-сказке «По щучьему веленью» А. Роу; повариха Антоновна в фильме «Ко мне, Мухтар!».

Лидия Рюмина была яркой острохарактерной актрисой. Они никогда не играла главных ролей, но все свои маленькие роли и эпизоды исполняла с большой искренностью, тонким юмором и весёлым озорством.— авторский проект Алексея Тремасова
Скончалась 2 ноября 1982 года на 79-м году жизни. Похоронена на Ваганьковском кладбище.

## Творчество

### Фильмография
- 1938 — По щучьему веленью — мамка
- 1940 — Весенний поток — учительница (нет в титрах)
- 1957 — Екатерина Воронина — соседка Ворониных (нет в титрах)
- 1960 — Алёшкина любовь — бабка с козлом
- 1964 — Ко мне, Мухтар! — Антоновна, повариха
- 1965 — О чём молчала тайга — эпизод
- 1970 — Умеете ли вы жить? — хозяйка квартиры
- 1978 — Кот в мешке — Полина Николаевна, кассирша
- 1978 — Следствие ведут ЗнаТоКи. Дело N12. «Букет» на приёме — тётя Катя, соседка Петуховых

### Озвучивание мультфильмов
- 1967 — Сказка о золотом петушке
- 1968 — Чуня